# Argyractis volcanalis
Argyractis volcanalis là một loài bướm đêm trong họ Crambidae.